# Statuette du vieux pêcheur
La Statuette du vieux pêcheur en marbre noir de Göktepe (Turquie) exposée au musée Saint-Raymond est une réplique romaine d'une sculpture hellénistique d'Alexandrie en marbre conservée aux musées du Vatican. Elle appartient au type du « pêcheur Vatican-Louvre » ou au type dit « Sénèque-Pêcheur ». On peut la dater entre les IIIe et IVe siècles de notre ère.

## Historique de l'œuvre
Elle a été découverte entre 1826 et 1830 par Alexandre Du Mège sur le site de la villa romaine de Chiragan à Martres-Tolosane. Elle est exposée au premier étage du musée Saint-Raymond sous le numéro Ra 46 (anciennement Inv. 30316).

## Description
Elle mesure 52 cm de haut et 27 cm de large.
La statue est limitée au torse, sans tête ni bras ni bas des jambes. L'homme représenté porte un pagne noué à hauteur des hanches, dont un pan retombe entre ses jambes.
Elle est faite pour être vue de face.[réf. nécessaire]

## Autres représentations romaines du Vieux pêcheur

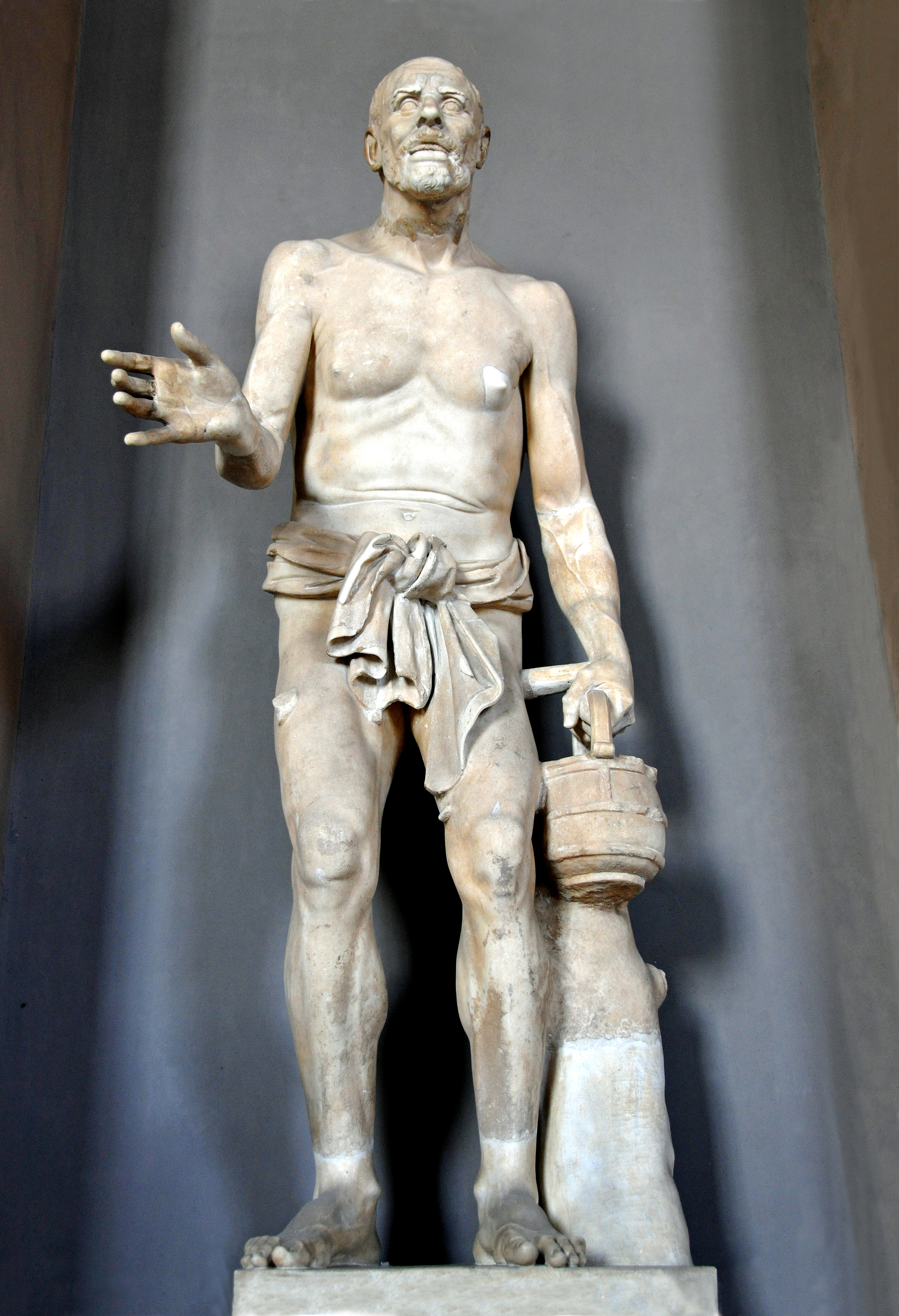
Vieux pêcheur d'Alexandrie, musée Pio-Clementino, musées du Vatican
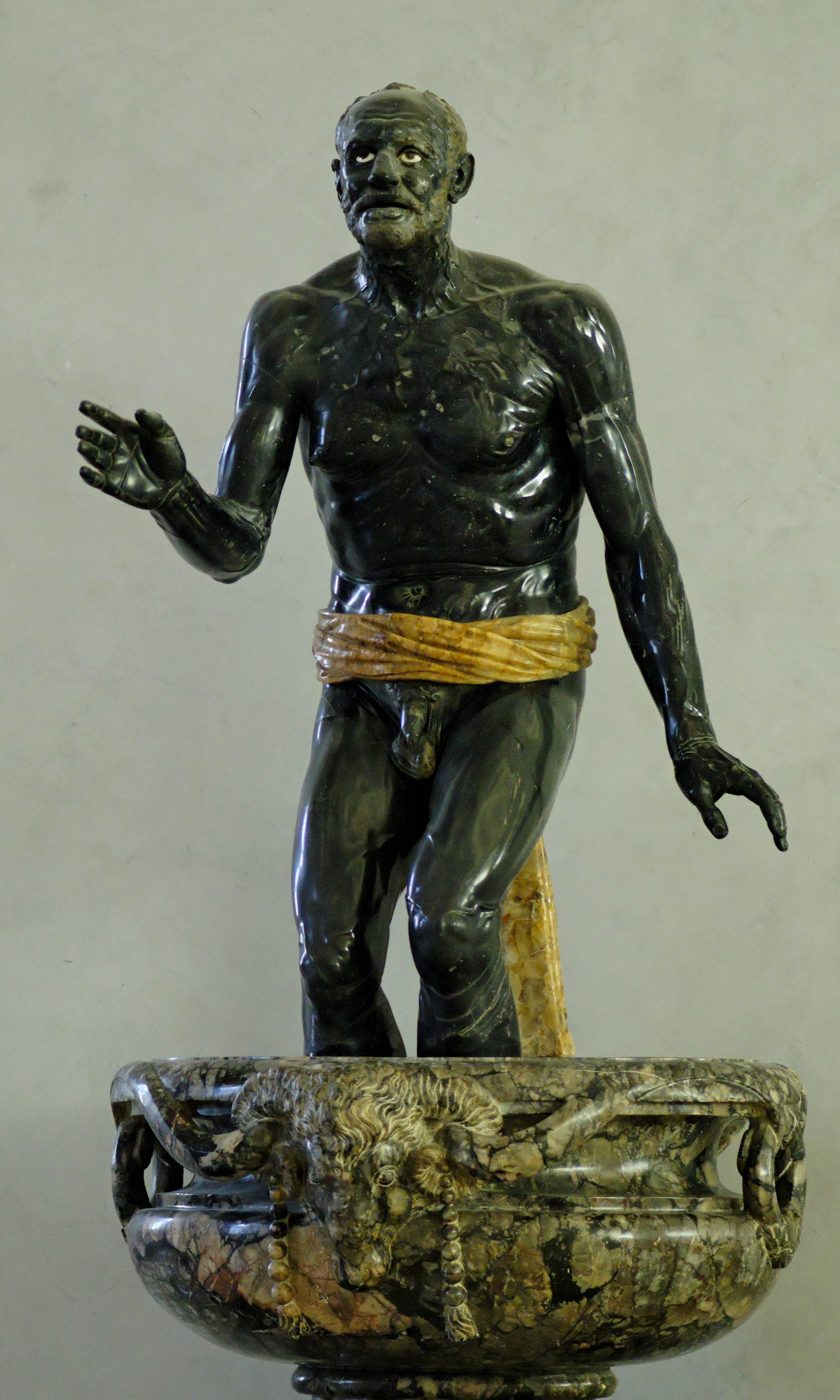
Vieux pêcheur, dit Sénèque mourant, musée du Louvre, Salle du Manège
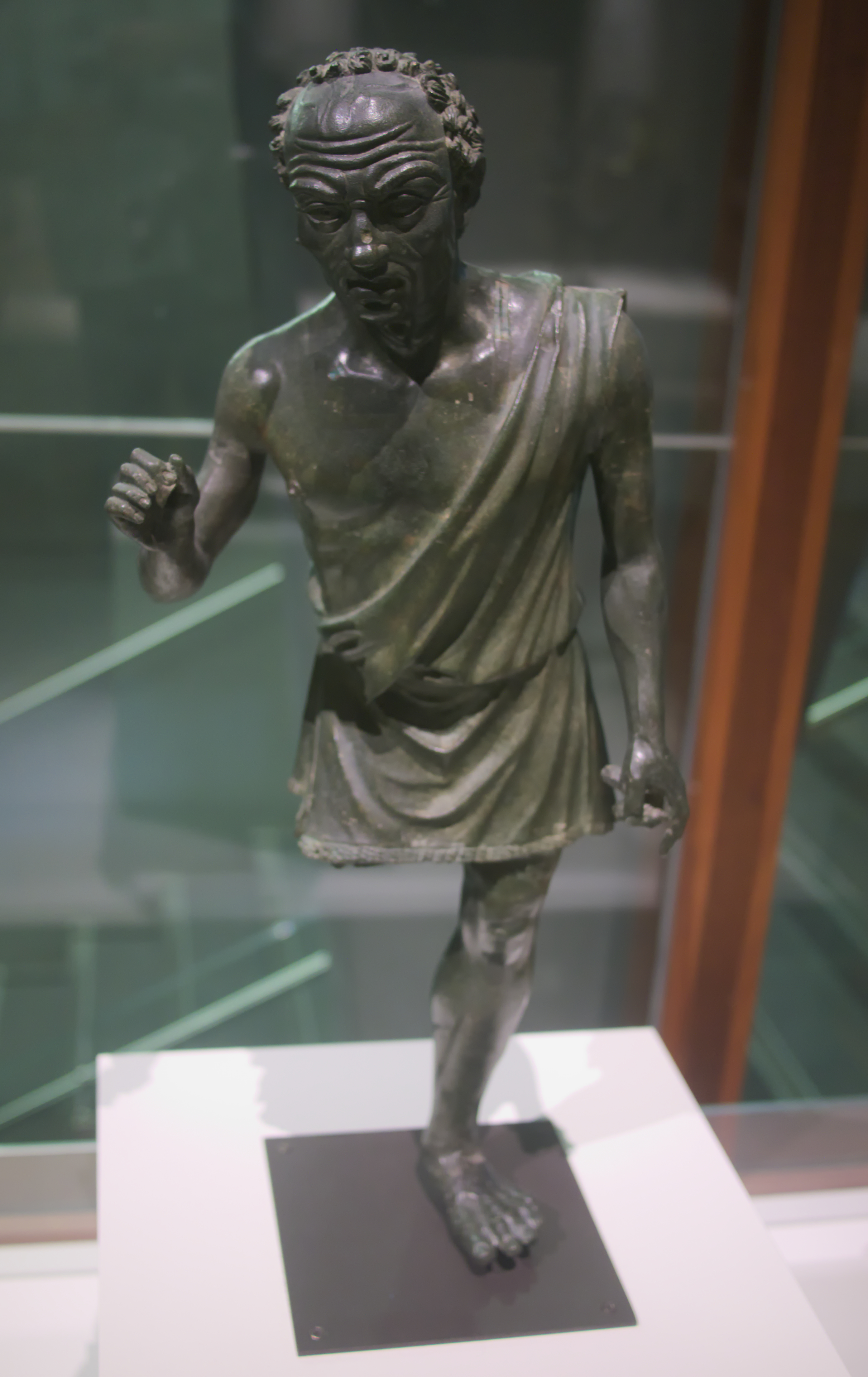
Vieux pêcheur de Volubilis (Maroc), musée de l'histoire et des civilisations de Rabat
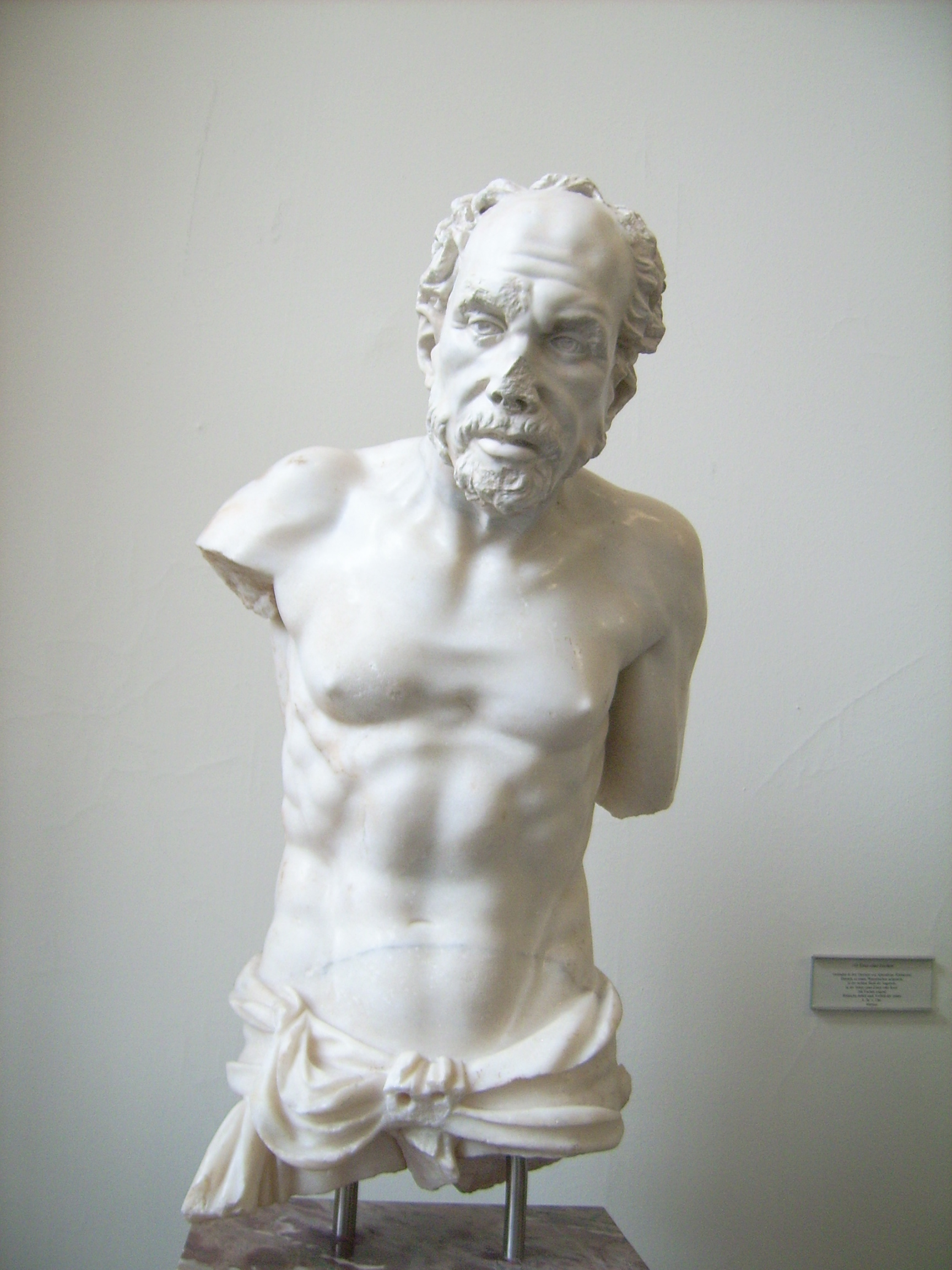
Vieux pêcheur d'Aphrodisias (Turquie), musée de Pergame à Berlin
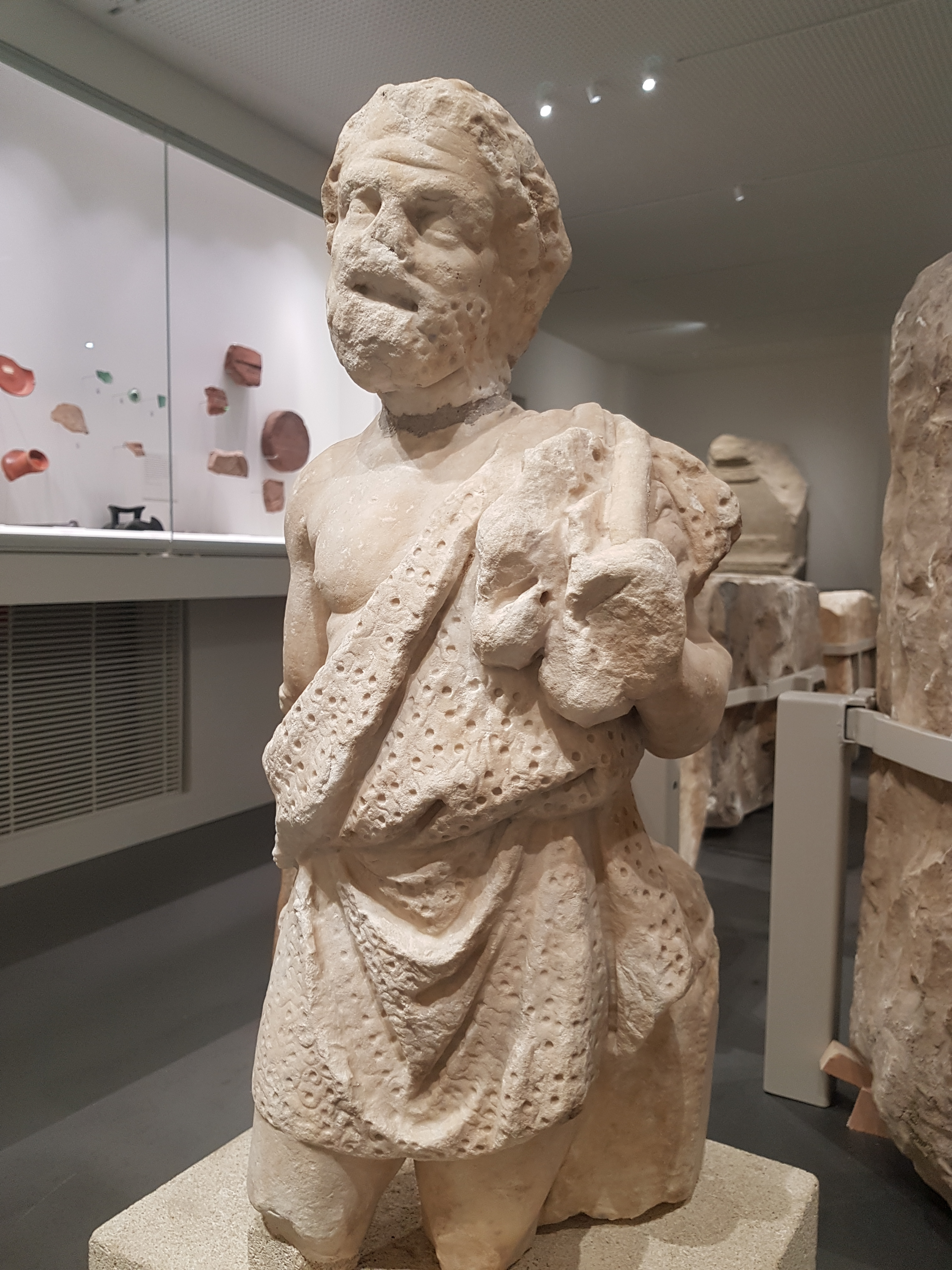
Vieux pêcheur, musée de la Romanité de Nîmes